# Scombrinae
Sous-famille
Les Scombrinae sont une sous-famille de poissons de la famille des Scombridae. Elle a été créée par Charles-Lucien Bonaparte (1803-1857) en 1831.

## Liste des tribus et genres
- Sardini Jordan & Evermann, 1896
  - Genre Sarda
  - Genre Cybiosarda
  - Genre Gymnosarda
  - Genre Orcynopsis
- Scomberomorini Starks, 1910
  - Genre Acanthocybium
  - Genre Grammatorcynus
  - Genre Scomberomorus
- Scombrini Jordan & Evermann, 1896
  - Genre Rastrelliger
  - Genre Scomber
- Thunnini Starks, 1910
  - Genre Allothunnus
  - Genre Auxis
  - Genre Euthynnus
  - Genre Katsuwonus
  - Genre Thunnus